# Darius Slay
Darius Demetrius Slay  (nacido el 1 de enero de 1991) es un jugador profesional estadounidense de fútbol americano que juega en la posición de cornerback y actualmente milita en los Pittsburgh Steelers de la National Football League (NFL).

## Biografía
Slay asistió a la preparatoria Brunswick High School en Brunswick, Georgia, donde practicó fútbol americano, baloncesto y atletismo. Al finalizar la preparatoria, fue considerado como un atleta de tres estrellas en la posición de cornerback por Rivals.com.
Slay asistió al Itawamba Community College antes de transferirse a la Universidad Estatal de Misisipi, donde jugó con los Mississippi State Bulldogs en 2011 y 2012. En 2011 registró 16 tacleadas, una intercepción y un touchdown, mientras que en 2012 fue nombrado al segundo equipo All-SEC luego de registrar 26 tacleadas, cinco intercepciones y otro touchdown.

## Carrera

### Detroit Lions
Slay fue seleccionado por los Detroit Lions en la segunda ronda (puesto 36) del Draft de la NFL de 2013, y firmó un contrato de cuatro años por $5.28 millones con $3.12 millones garantizados y un bono por firmar de $2.22 millones. El entrenador en jefe Jim Schwartz nombró a Slay como uno de los esquineros titulares al inicio de la temporada, pero eventualmente fue enviado a la banca a favor del veterano Rashean Mathis. Terminó su temporada como novato con 34 tacleadas combinadas (27 en solitario) y cinco pases desviados en 13 juegos, cuatro de ellos como titular.
En 2014, Slay fue titular en los 16 juegos de la temporada junto a Mathis y registró una marca personal de 61 tacleadas, 17 pases desviados y dos intercepciones, mientras que en 2015 inició nuevamente los 16 juegos y registró 59 tacleadas, 13 pases desviados y dos intercepciones, esta vez formando equipo con Mathis y Nevin Lawson.
El 29 de julio de 2016, los Lions firmaron a Slay con una extensión de contrato por cuatro años y $48 millones con $23.1 millones garantizados. En 2016, Slay participó en solo 13 juegos como titular debido a una lesión en el muslo, y terminó la temporada con 44 tacleadas, 13 pases desviados y dos intercepciones.
En 2017, Slay registró 60 tacleadas combinadas (54 en solitario) y lideró la liga con 26 desvíos de pase y ocho intercepciones en 16 juegos como titular, por lo que fue invitado por primera vez al Pro Bowl y fue nombrado al primer equipo All-Pro.
En 2018, Slay fue invitado a su segundo Pro Bowl luego de registrar 43 tacleadas, 17 pases desviados, tres intercepciones y un touchdown en 15 juegos como titular, mientras que en 2019 terminó con 46 tacleadas, 13 pases deviados, dos intercepciones y un balón suelto recuperado en 14 juegos, por lo que fue invitado a su tercer Pro Bowl de manera consecutiva.

### Philadelphia Eagles
El 20 de marzo de 2020, Slay fue transferido a los Philadelphia Eagles a cambio de una selección de tercera y quinta ronda en el Draft de la NFL de 2020. Junto con el intercambio, Slay firmó un nuevo contrato de tres años al día siguiente con los Eagles por valor de $50 millones, incluidos $30 millones garantizados. Terminó la temporada 2020 con 59 tacledas, seis pases desviados y una intercepción en 15 juegos.
El 1 de mayo de 2021, Slay cambió de número del 24 al 2 según las nuevas reglas de camisetas de la NFL.

## Estadísticas generales
|  | Seleccionado al Pro Bowl |

| Año   | Equipo | Juegos | Juegos | Tacleadas | Tacleadas | Tacleadas | Tacleadas | Intercepciones | Intercepciones | Intercepciones | Intercepciones | Intercepciones | Intercepciones | Balones sueltos | Balones sueltos | Balones sueltos | Balones sueltos |
| Año   | Equipo | GP     | GS     | Comb      | Total     | Ast       | Sck       | PDef           | Int            | Yds            | Avg            | Lng            | TDs            | FF              | FR              | Yds             | TDs             |
| ----- | ------ | ------ | ------ | --------- | --------- | --------- | --------- | -------------- | -------------- | -------------- | -------------- | -------------- | -------------- | --------------- | --------------- | --------------- | --------------- |
| 2013  | DET    | 13     | 4      | 34        | 27        | 7         | 0.0       | 5              | --             | --             | --             | --             | --             | 0               | 0               | --              | --              |
| 2014  | DET    | 16     | 16     | 61        | 48        | 13        | 0.0       | 17             | 2              | 42             | 21.0           | 40             | 0              | 0               | 0               | --              | --              |
| 2015  | DET    | 16     | 16     | 59        | 48        | 11        | 0.0       | 13             | 2              | 0              | 0.0            | 0              | 0              | 0               | 0               | --              | --              |
| 2016  | DET    | 13     | 13     | 44        | 43        | 1         | 1.0       | 13             | 2              | 24             | 12.0           | 13             | 0              | 1               | 0               | --              | --              |
| 2017  | DET    | 16     | 16     | 60        | 54        | 6         | 0.0       | 26             | 8              | 73             | 9.1            | 37             | 0              | 0               | 1               | 0               | 0               |
| 2018  | DET    | 15     | 15     | 43        | 40        | 3         | 0.0       | 17             | 3              | 107            | 36.6           | 67             | 1              | 0               | 0               | --              | --              |
| 2019  | DET    | 14     | 14     | 46        | 36        | 10        | 0.0       | 13             | 2              | 19             | 9.5            | 19             | 0              | 0               | 1               | 38              | 0               |
| 2020  | PHI    | 15     | 14     | 59        | 53        | 6         | 0.0       | 6              | 1              | 25             | 25.0           | 25             | 0              | 0               | 0               | --              | --              |
| Total | Total  | 118    | 108    | 406       | 349       | 57        | 1.0       | 110            | 20             | 290            | 14.5           | 67             | 1              | 1               | 2               | 38              | 0               |

Fuente: Pro-Football-Reference.com